# Pjetërq i Poshtëm
Pjetërq i Poshtëm (albanisch auch Pjetërqi i Poshtëm oder auch Pjetërq/-i Ulët, serbisch Доњи Петрич Donji Petrič) ist ein Dorf im Kosovo, das zur Gemeinde Klina gehört. Die Ortschaft ist eines von einigen Dörfern in Klina, das von Katholiken bewohnt wird.

## Geographie
Pjetërq i Poshtëm liegt an der Straße Nr. 9, die von Pristina nach Peja führt. Es liegt 15 km südöstlich von Peja und 33 km westlich von Pristina. Klina, der Hauptort der Großgemeinde, liegt 8 km (Luftlinie) östlich des Dorfes entfernt und ist mit dem Bus zu erreichen. Eine Bahnverbindung gibt es nicht. An das Dorf grenzen die Dörfer Drenovc, Pjetërq i Epërm und Jagoda. Durch den südlichen Teil des Dorfes fließt die Bistrica.

## Bevölkerung
Die Ortschaft hat gemäß 2011 durchgeführter Volkszählung 160 Einwohner. Alle von ihnen (100 %) sind Albaner.

### Religion
2011 bezeichneten sich 82 Personen (51,25 %) als Muslime und 78 (48,75 %) als Katholiken.
Die 1977/78 erbaute katholische Kirche St. Peter und Paul wurde nach dem Krieg abgerissen und durch eine neue ersetzt. Im Juni 2014 wurde ein neuer Kirchturm hinzugefügt.
| Volkszählung | 1948 | 1953 | 1961 | 1971 | 1981 | 1991 | 2011 |
| ------------ | ---- | ---- | ---- | ---- | ---- | ---- | ---- |
| Einwohner    | 353  | 358  | 428  | 444  | 457  | 526  | 160  |